# Gabriel Temkin
Gabriel Temkin (ur. 16 lutego 1921 w Łodzi, zm. 15 lipca 2006 w Sarasota, USA) – polski ekonomista, profesor Wyższej Szkoły Nauk Społecznych przy KC PZPR i Brock University w Kanadzie.

## Życiorys
Urodzony w rodzinie żydowskiego współwłaściciela fabryki przędzalniczej w Łodzi, w wieku lat 14 zmuszony do pracy zarobkowej ze względu na trudną sytuację finansową rodziny. Od 1937 do 1938 należał do Komunistycznego Związku Młodzieży Polski. Od wybuchu II wojny światowej przebywał na terenie ZSRR, następnie jako żołnierz Armii Czerwonej walczył na froncie austriackim. Był członkiem Komsomołu.
Po wojnie w 1946 powrócił do Łodzi, gdzie kontynuował studia na Wydziale Prawno-Ekonomicznym Uniwersytetu Łódzkiego. W tym też roku wstąpił do Polskiej Partii Robotniczej, a następnie został członkiem Polskiej Zjednoczonej Partii Robotniczej. Od 1949 do 1957 pracował w Dwuletniej Szkole Partyjnej przy KC PZPR (od asystenta do zastępcy dyrektora). Od 1951 do 1954 pracował w Instytucie Kształcenia Kadr Naukowych przy KC PZPR. Od 1957 do 1968 pracował w Wyższej Szkole Nauk Społecznych przy KC PZPR (od pracownika naukowego do zastępcy dziekana w Katedrze Ekonomii Politycznej). W latach 1959–1968 był doradcą ekonomicznym wicepremiera PRL.
Pod koniec 1968 wyjechał z żoną i dwójką dzieci do USA, a następnie Kanady, gdzie osiedlił się w Brock nad jeziorem Ontario. W 1992 przeniósł się do USA, do miasta Sarasota na Florydzie, gdzie mieszkał do końca życia.
Zwolennik koncepcji socjalizmu rynkowego, pod koniec życia zwolennik neoliberalizmu w gospodarce.
Jego żoną była Hanna Temkin, polska filozof, zajmująca się koncepcjami myśli anarchizmu kolektywistycznego (głównie myślą Michaiła Bakunina).

## Najważniejsze pozycje
- Dyskusji o prawie wartości ciąg dalszy, wyd. Książka i Wiedza, 1957
- Karola Marksa obraz gospodarki komunistycznej, wyd. Książka i Wiedza, 1962
- Marks i idea pieniądza pracy: z problemów teorii wartości, wyd. Książka i Wiedza, 1965
- O aktualności teorii wartości „Kapitału”, [w:] Wokół teorii ekonomicznych „Kapitału”, wyd. Książka i Wiedza, 1967
- Just War. The Memoir of a Jewish Red Army Soldier in World War II, wyd. Presidio Press, 1998
- Dyskusje o gospodarce socjalistycznej. Marks-Lange-Mises-Hayek, Wydawnictwo Polskiego Towarzystwa Ekonomicznego, 2008